# Marcus Grave
Marcus Grave (* 20. Juni 1778 in Itzehoe; † 26. Juni 1820) war ein deutscher Jurist.

## Leben
Marcus Grave widmete sich dem Studium der Jurisprudenz und interessierte sich dabei insbesondere für das Kriminalrecht. Mehrere Jahre versah er die Funktionen eines Untergerichtsadvokaten und Justitiars auf dem adligen Gut Jensbeck. 1817 schied er aus diesen Ämtern und wurde Bürgermeister von Bad Segeberg, hatte aber diese Stellung nur drei Jahre inne. Er starb bereits am 26. Juni 1820 im Alter von 42 Jahren.
Grave war ein vielseitig gebildeter Mann, der auch außerhalb seines Berufsfachs, der Jurisprudenz, in anderen wissenschaftlichen Zweigen gründliche Kenntnisse besaß. Zu umfangreicheren schriftstellerischen Arbeit fehlte es ihm an Muße. Er verfasste u. a. folgende Abhandlungen:
- Über einen Hexenprozess im Jahr 1667, in: Schleswig-holsteinische Provinzialberichte, 1817, Heft 2, S. 174 ff.
- Ein merkwürdiger Kriminalgerichtsfall, in: Schleswig-holsteinische Provinzialberichte, 1818, Heft 5, S. 519 ff.
- Ein Kriminalrechtsfall auf dem Gut Bürau aus dem Anfange des 18. Jahrhunderts, in: Schleswig-holsteinische Provinzialberichte, 1820, Heft 2, S. 140 ff.